# Абразив
Абразив је супстанца погодна за полирање и чишћење техником трљања. Незаобилазан су део аутомобилске и грађевинске индустрије. 
Абразиви се употребљавају у облику зрнаца било да се ради о кварцу, кремену, граниту, алуминијуму, корунду, бору, дијаманту. Своје дејство појачавају сједињени са неком пастом, било да се ради о професионалним пастама за ауто полирање (Фарекла, 3М) или о обичном сапуну или пасти за зубе. Абразиви се употребљавају ручно (нпр. микрофибер крпе за полирање) или машински (машине за полирање-полирке). 

### Подела абразива
Абразиви се деле на: нагомилане, аплициране, скупљене и керамичке. Нагомилани абразиви су у чврстом стању и различитог су облика:цилиндрар, плоча, штап, камен. Аплицирани су у облику листова, ваљака, плоча за полирање, чишћење и рибање. Скупљени абразиви су у облику тампона за домаћинство, точкова, плоча, индустријских четки. Керамички абразиви су од чистог алуминијума. Успешно се користе у брушењу и прецизном полирању чврстих материјала.